# Joaquín Mir
Joaquín Mir Trinxet (kat. Joaquim Mir i Trinxet) – hiszpański malarz pochodzący z Katalonii.
Studiował na Królewskiej Katalońskiej Akademii Sztuk Pięknych św. Jerzego w Barcelonie oraz w pracowni malarza Lluisa Granera. Był współtwórcą zgrupowania Colla del Safrà razem z artystami takimi jak Isidre Nonell, Ramon Pichot, Ricard Canals, Juli Vallmitjana i Colomines oraz Adrià Gual. W ostatnich latach XIX wieku związał się z artystyczną grupą Els Quatre Gats. W 1901 roku razem z Santiago Rusiñolem wyjechał na Majorkę i zamieszkał w La Calobra. Na Majorce namalował jedne ze swoich najlepszych prac, w tym malowidła ścienne w domu swojego wuja i mecenasa Avelina Trinxeta Casas. Architektem domu był Josep Puig i Cadafalch. W 1903 roku z powodów zdrowotnych przeniósł się do Reus. Ożenił się w 1921 roku i zamieszkał w Vilanova i la Geltrú.

## Galeria

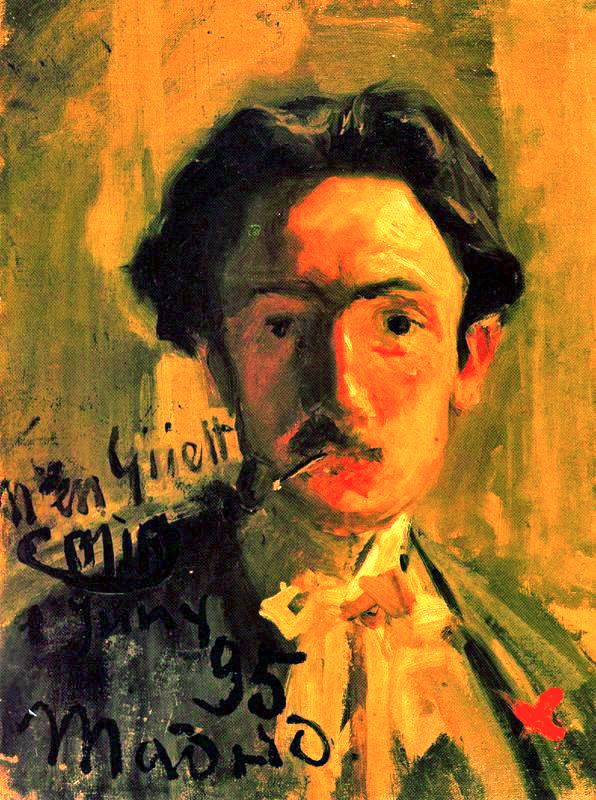
Hortensi Güell, 1895
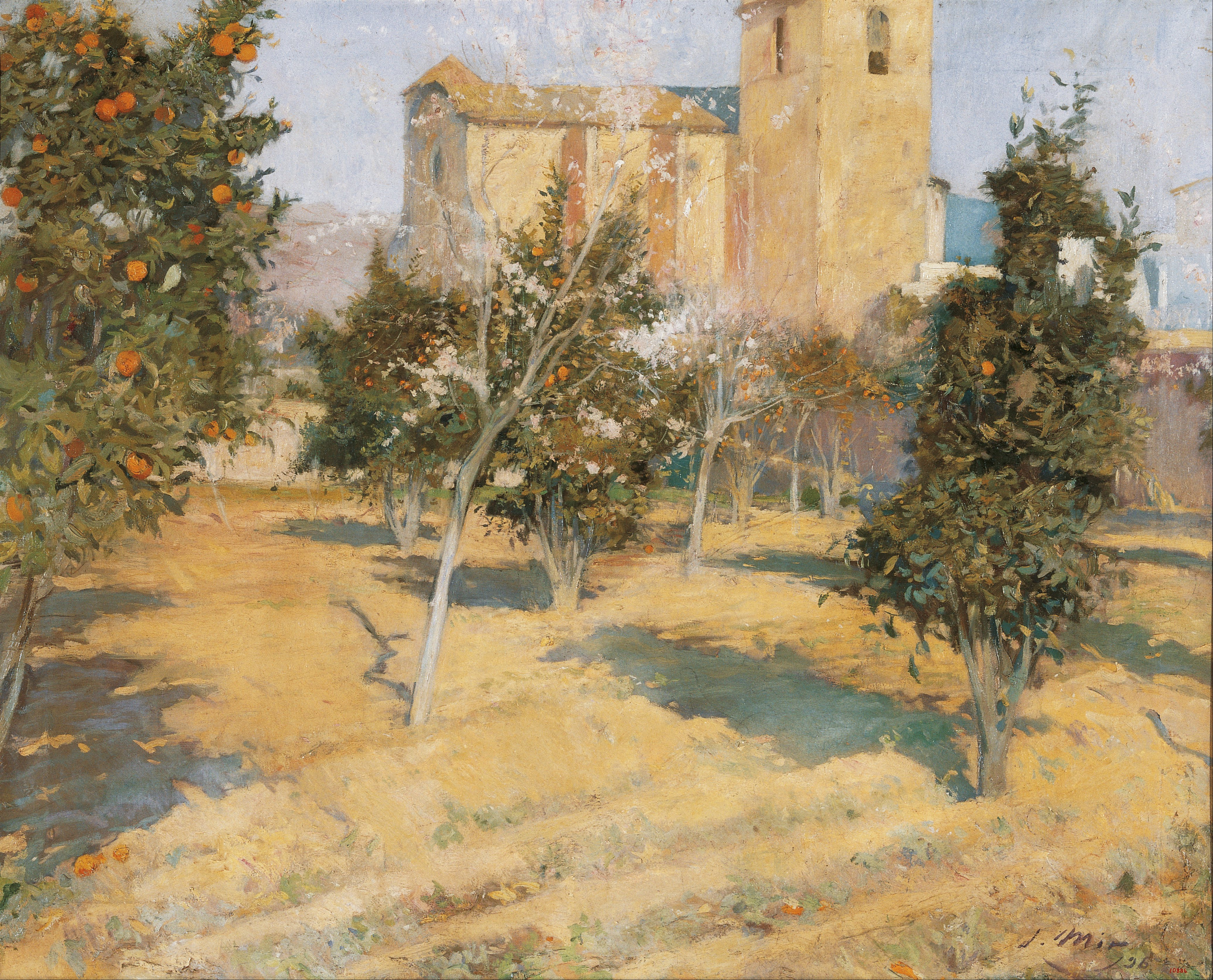
Rektorski sad, 1896
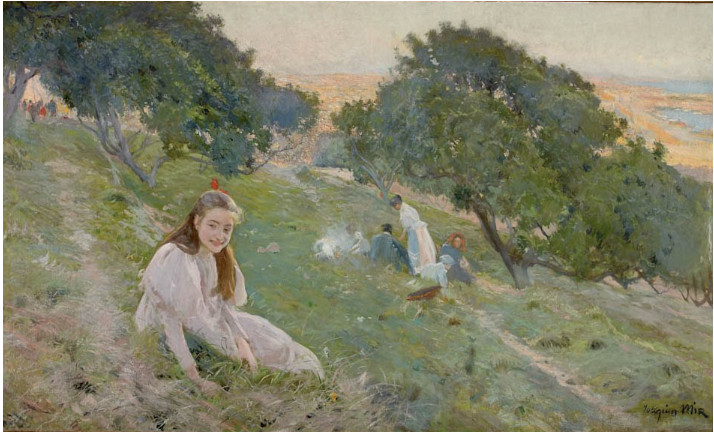
Zbocza Montjuïc, 1896
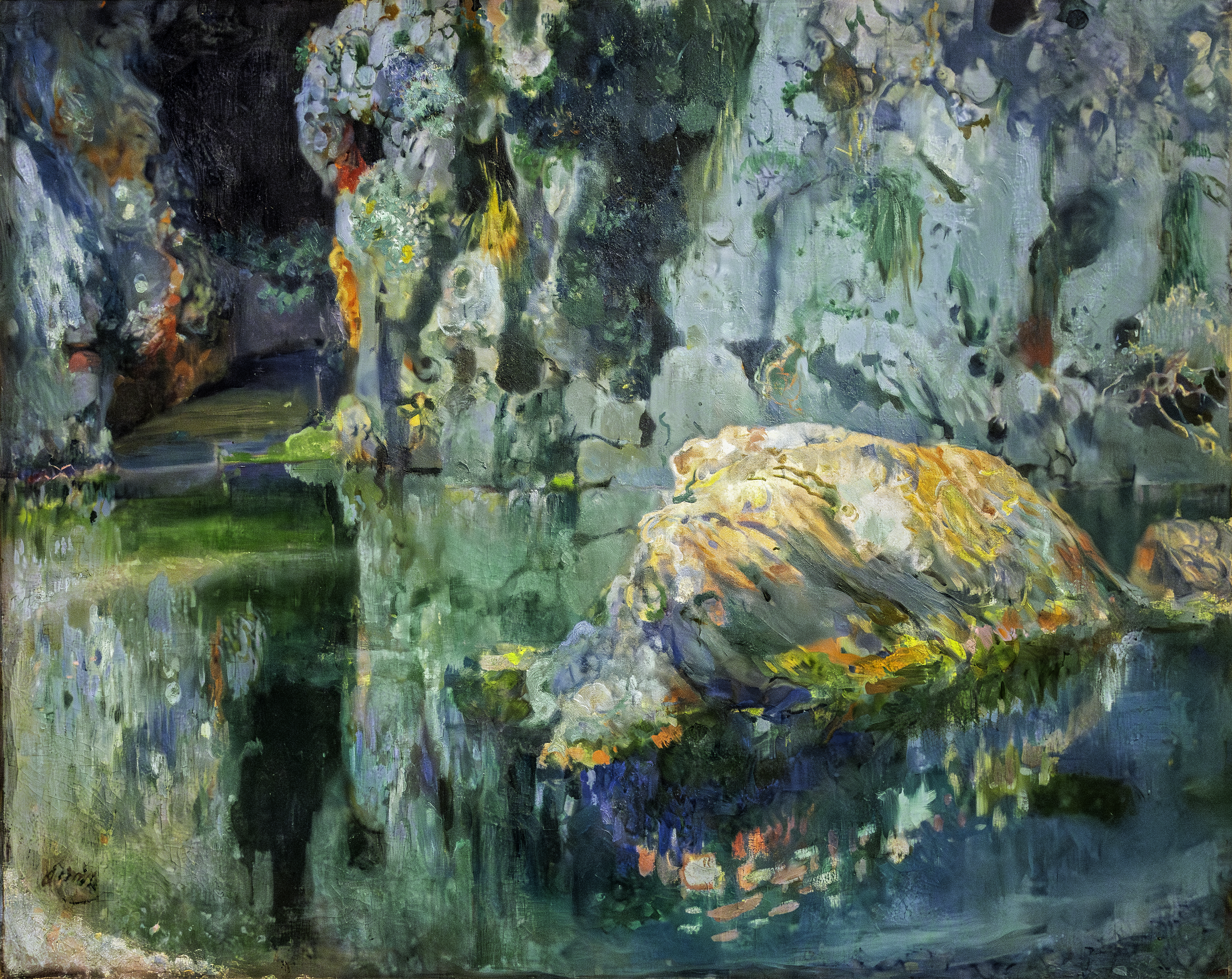
Kamień w stawie, około 1903
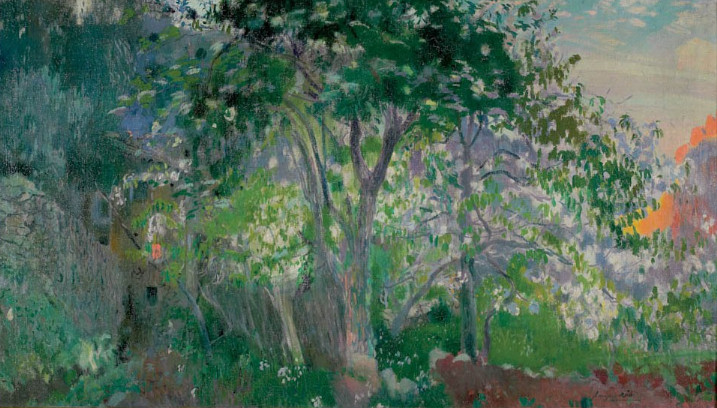
Wielkie drzewo w Sa Calobra, 1903
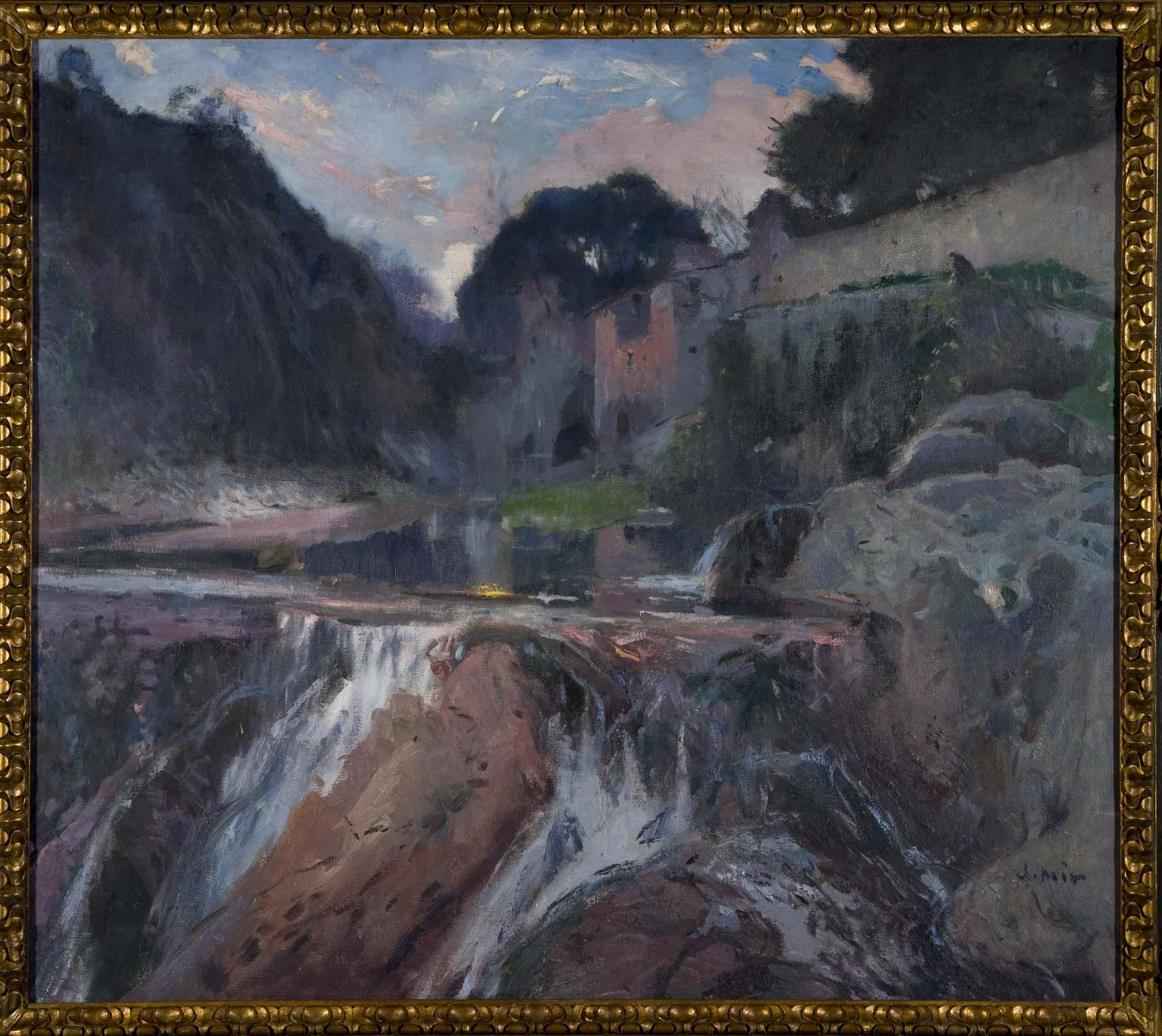
Młyn, 1914
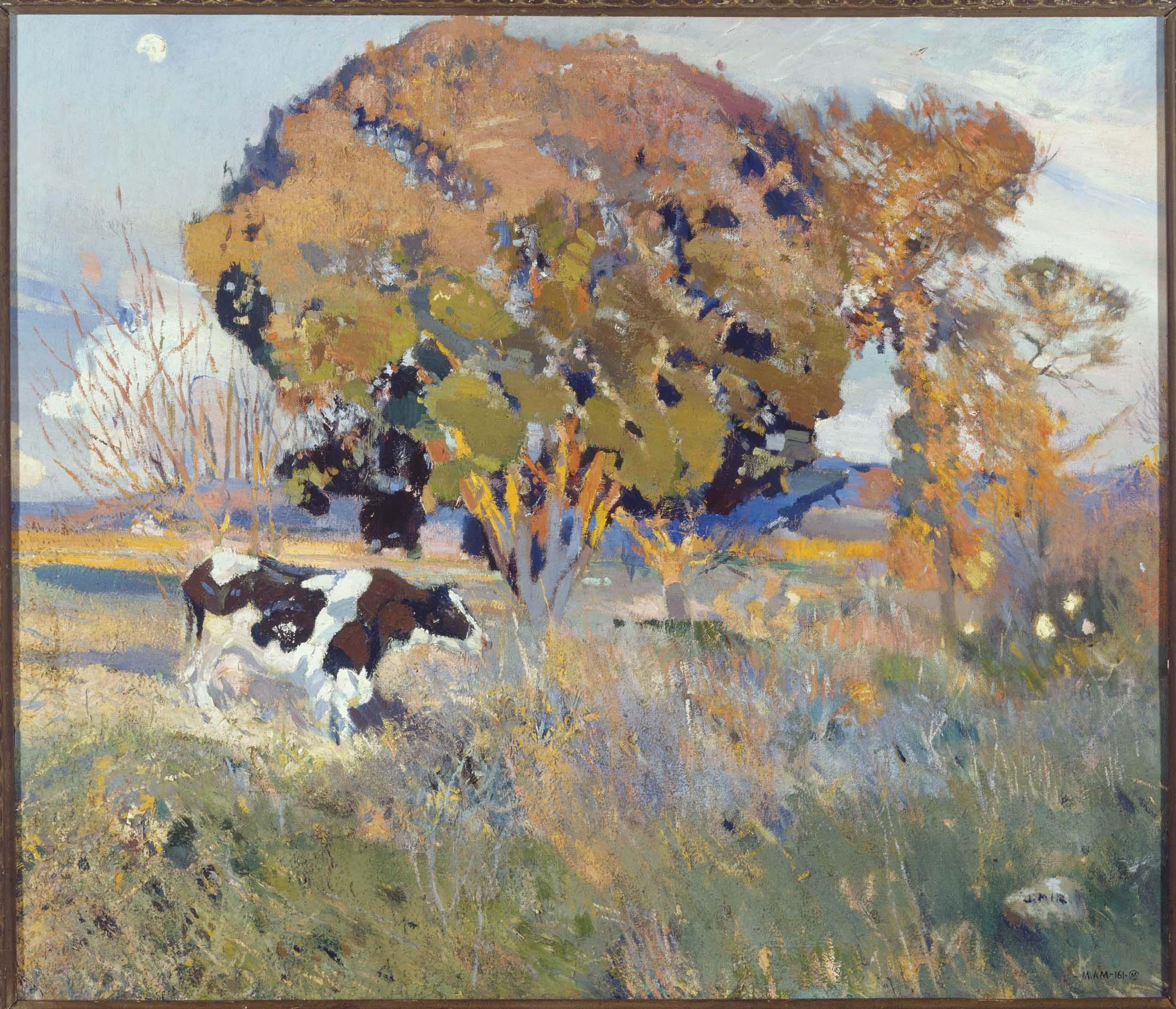
Dąb i krowa, 1915